# Opari
Opari est le mot basque désignant l'offrande. Il y a des offrandes qui, si elles ont un sens chrétien pour certains, semblent avoir répondu dès leur origine à d'autres conceptions. C'est le cas par exemple des offrandes que l'on dépose parfois sur des sépultures, sur l'autel, dans les plateaux des églises, dans le foyer, sur les fenêtres, aux limites des propriétés, etc. pour obtenir le succès de nos entreprises, pour notre santé, celle de nos parents, de notre bétail, pour apaiser les âmes des défunts, pour s'attirer les faveurs de Dieu, des saints, de nos amis, de la communauté, pour un groupe, un parti, etc. Tout ceci a un sens dans la mesure où il existe un ordre pouvant transcender l'ordre naturel qui préside dans ce monde.
L'offrande consiste parfois dans le sacrifice d'un animal. Tel est le cas du chat qu'on enterre vivant dans certains endroits pour obtenir la disparition d'une épidémie causant la mort de plusieurs d'entre eux. On fait pareil pour un poussin quand une maladie dangereuse se propage parmi la volaille. Pour obtenir la guérison d'une personne malade on avait recours parfois au sacrifice d'un animal, ainsi à Licq (Soule) où, par exemple, on écorchait une brebis.
Parfois l'offrande prend l'aspect d'une libation. C'est le cas des agriculteurs souletins qui, au moment de se retirer des propriétés où ils viennent de travailler, versent l'excédent de leur récipient d'eau utilisée pendant la journée. Alors qu'ils répandent cette eau sur le sol, ils récitent un Pater pour le repos des âmes de leurs défunts. De même ils jettent par la porte de la maison, un peu d'eau ramenée de la fontaine et destinée à la consommation familiale.
Beaucoup de malades viennent se laver à la fontaine de Cihigue. En guise d'offrande ils laissent une partie de leurs vêtements, des rosaires ou d'autres objets. Cette pratique est observée dans bien des sources et ermitages du pays.
On jette du pain bénit dans la rivière dont les eaux menacent de déborder et d'inonder les champs (Licq). 
Celui qui conjure lance parfois un objet (chaussure, couteau, etc.) vers la nuée afin d'apaiser le génie de la tourmente, Aidegaxto. 
Dans certains endroits on a coutume de mettre une monnaie dans le nid où couve une poule, pour que l'orage ne cause pas de préjudice aux poulets. C'est une offrande qui se fait également aux âmes des disparus.

## Étymologie
Opari signifie « offrande » en basque. Le suffixe a désigne l'article : oparia se traduit donc par « l'offrande ».